# Mapania palustris
Mapania palustris är en halvgräsart som först beskrevs av Justus Carl Hasskarl och Ernst Gottlieb von Steudel, och fick sitt nu gällande namn av Fern.-vill. Mapania palustris ingår i släktet Mapania och familjen halvgräs.

## Underarter
Arten delas in i följande underarter:
- M. p. andamanica
- M. p. palustris